# Everly
Everly är en tjejgrupp som består av One Tree Hill-skådespelare Bethany Joy Lenz och hennes musikpartner och vän Amber Sweeney. Deras första EP, döptes till Mission Bell och är en mix av country, folk och poprock. På skivan finns det sex originalspår, med ett bonusspår specialskriven för Tv-serien One Tree Hill. Alla sånger är skrivna och inspelade av Lenz och Sweeney. Skivan släpptes genom Itunes, Amazon och CD Baby den 5 november, 2008.

## Diskografi
EPs
- 2008 – Mission Bell
- 2009 – Fireside
- 2010 – B Tracks: Vol. 3
- 2010 – B Tracks: Full Collection

Singlar
- 2009 – "Quicksand"
- 2009 – "Maybe"